# Serra de l'Obac (Ivars de Noguera)
La Serra de l'Obac és una serra situada al municipi d'Ivars de Noguera (Noguera), amb una elevació màxima de 572,2 metres.